# لورنزو ديركولي
لورنزو ديركولي (بالإيطالية: Lorenzo D'Ercole)‏ مواليد 11 فبراير 1988 في بستويا، هو لاعب كرة سلة إيطالي. بدأ مسيرته الاحترافية في سنة 2004. يلعب مع دينامو باسكت ساساري. يحمل الرقم 10.

## المسيرة الاحترافية
لعب مع نادي مونتكاتيني الرياضي في موسم 2004–2005، ثم لعب مع منز سانا 1871 باسكت من سنة 2005 إلى 2010، ثم لعب مع جويرينو فانولي باسكت في الدوري الإيطالي من سنة 2010 إلى 2012، ثم لعب مع فيرتوس روما من سنة 2012 إلى 2015، ثم لعب مع دينامو باسكت ساساري في الدوري الإيطالي في سنة 2015.

## إحصائيات المسيرة

### الدوري الأوروبي
| السنة   | الفريق              | لعب | بدأ | دقيقة | ميداني% | ثلاثية | حرة | ارتداد | صنع | استلاب | تصدي | نقطة | أداء |
| ------- | ------------------- | --- | --- | ----- | ------- | ------ | --- | ------ | --- | ------ | ---- | ---- | ---- |
| 2009–10 | منز سانا 1871 باسكت | 3   | 0   | 5.5   | .0      | .500   | .0  | .0     | .0  | .0     | .0   | 2.0  | 1.0  |
| 2015–16 | دينامو باسكت ساساري | 8   | 0   | 9.5   | .333    | .111   | .0  | .6     | .3  | .3     | .0   | .6   | .3   |
| المسيرة |                     | 11  | 0   | 8.6   | .333    | .231   | .0  | .2     | .2  | .6     | .0   | 1.0  | .454 |

## روابط خارجية
- لورنزو ديركولي على موقع الاتحاد الدولي لكرة السلة (الإنجليزية)
- لورنزو ديركولي على موقع الدوري الأوروبي لكرة السلة (الإنجليزية)
- لورنزو ديركولي على موقع كرة السلة الأوروبية.كوم (الإنجليزية)
- لورنزو ديركولي على موقع ريلجم (الإنجليزية)
- لورنزو ديركولي على موقع بروبوليرز (الإنجليزية)
- لورنزو ديركولي على موقع سبورتس رفرنس (الإنجليزية)